# إدوارد غاسكين
إدوارد غاسكين (بالإسبانية: Edward Gaskin)‏ هو نقابي بنمي، ولد في 3 فبراير 1918، وتوفي في 10 أغسطس 2001.